# میرن ایبارگورن
میرن ایبارگورن (اسپانیایی: Miren Ibarguren‎؛ زادهٔ ۱۰ دسامبر ۱۹۸۰) بازیگر اهل اسپانیا است که بیشتر بابت نقش‌های کمدی خود شناخته می‌شود. وی از سال ۲۰۰۳ میلادی تاکنون مشغول فعالیت بوده‌است.
از فیلم‌ها یا مجموعه‌های تلویزیونی که وی در آن‌ها نقش داشته است، می‌توان به لنگرانداخته، آزمون، بمب‌هراس و دردسر قریب‌الوقوع اشاره نمود.